# Couteau de combat Fairbairn-Sykes
Le couteau de combat Fairbairn-Sykes est un couteau créé par les capitaines William Ewart Fairbairn et Eric Anthony Sykes, officiers dans la police de Shanghai puis dans l'armée britannique.
Ce couteau est principalement connu pour son utilisation par les commandos britanniques et du Commonwealth pendant la Seconde Guerre mondiale. Avec les années, il a subi plusieurs modifications. Il est toujours en production à ce jour.

## Histoire
L’ancêtre du couteau de combat Fairbairn-Sykes est une arme similaire conçue au début des années 1930 à Shanghai. À cette époque, la ville est confrontée à une forte criminalité liée à la présence de triades, comme la Bande Verte, contre laquelle essaye de lutter la Shanghai Municipal Police (en). William Ewart Fairbairn, responsable de l’entraînement au corps-à-corps et de l’unité spéciale de la police, et Eric Anthony Sykes, responsable de l’armurerie, mettent au point avec Sam Yeaton, un Marine, un petit couteau dont le but est de pouvoir infliger des blessures graves à un adversaire pour le mettre hors de combat.
Rentrés en Grande-Bretagne en 1940, Fairbairn et Sykes sont chargés de l’entraînement des commandos et des agents du Special Operations Executive. À cette date, le couteau ne figure pas dans la dotation standard des commandos et les soldats utilisent une grande variété de modèles différents. Fairbairn et Sykes organisent alors en novembre 1940 une rencontre avec John Wilkinson-Latham, le directeur de Wilkinson Sword, afin de concevoir un couteau pour leurs troupes. Bien que les spécifications aient été proches de celles de la dague de Shanghai, Wilkinson semble s’être davantage inspiré de modèles précédemment réalisés par son entreprise pour concevoir l’arme, ce qui sera vivement critiqué par Fairbairn. Environ 7 000 exemplaires sont commandés, au prix unitaire de 13 shilling et 6 pences.
La première version de l’arme est produite jusqu’en août 1941. La production, en partie réalisée à la main, étant trop lente pour répondre aux besoins, l’armée demande à cette date à Wilkinson de simplifier le couteau pour le rendre plus rapide à produire, tout en recourant à une main-d’œuvre moins qualifiée. Un millier d’exemplaires du second modèle sont commandés en décembre 1941 pour équiper les unités auxiliaires. D’autres sont vendus au gouvernement letton en exil et, de manière individuelle, à des pilotes de l’U.S. Air Corps. En octobre 1942, le fourreau est également simplifié et 38 700 exemplaires commandés. Pour accélérer la production, le ministère de l’approvisionnement demande également à d’autres couteliers de Sheffield de fabriquer l’arme, ces lots se révélant toutefois pour beaucoup être de qualité inférieure.
Une troisième version est conçue en octobre 1943 afin de simplifier encore la conception pour accélérer la cadence de production et réduire le recours à des matériaux en pénurie. Ce modèle entre progressivement en production entre l’automne et la fin de l’année 1943, le temps d’écouler les stocks de pièces du second modèle. Le troisième modèle est produit jusqu’à la fin de la guerre, la production totale destinée au gouvernement britannique des deuxième et troisième modèles dépassant les 200 000 exemplaires.

## Typologie

### Dague de Shanghai
Le couteau conçu à Shanghai par Fairbairn et Sykes présente une lame de 120 mm à 140 mm de long, qui a probablement été fabriquée à partir de baïonnettes 1888 Lee Metford ou 1903 Enfield. La garde est en aluminium, avec généralement une virole en laiton, et la poignée en buis, bien qu’il existe quelques exemplaires où d’autres matériaux sont utilisés, notamment l’ébène. Le fourreau est prévu pour tenir l’arme poignée vers le bas et a été conçu par Jack Martin, futur inventeur du holster Berns-Martin (en).

### Dague F-S premier modèle
Le premier modèle de la dague F-S possède une lame à double tranchant de 175 mm de long. Celle-ci est dotée à sa base d’un ricasso plat décoré du logo de Wilkinson Sword d’un côté et de l’inscription The F-S Fighting Knife de l’autre. La garde en forme de S ne fait que 50 mm de long afin de ne pas accrocher les vêtements lorsque l’arme est tirée. La poignée en laiton est gravée d’un motif de losange et présente un gonflement dans sa moitié la plus proche de la lame afin d’améliorer la prise en main. Le pommeau est vissé sur la soie, qui traverse la poignée sur toute sa longueur.

### Dague F-S deuxième modèle

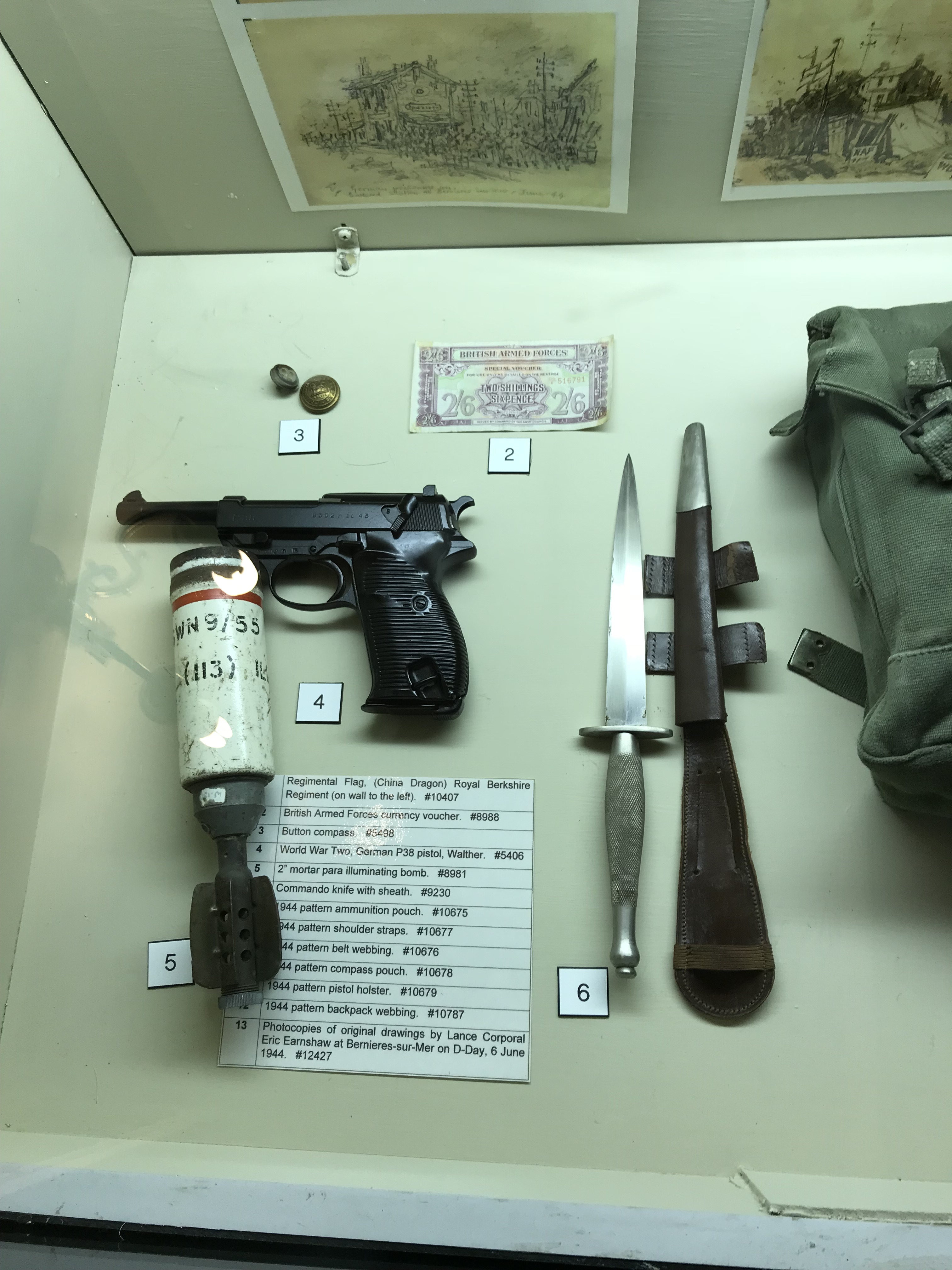
Dague F-S deuxième modèle et son fourreau au musée de Salisbury.

Le second modèle est similaire au premier, mais certains éléments sont simplifiés pour rendre la fabrication plus rapide. Le ricasso est notamment éliminé, la lame étant aiguisée sur toute sa longueur. Le logo Wilkinson Sword et la mention The F-S Fighting Knife sont conservés uniquement sur les exemplaires produits par Wilkinson, ceux produits par les autres producteurs étant généralement vierges d’inscriptions à l’exception de ceux provenant de Birmingham Small Arms et Clarke, qui sont marqués sur la garde. Celle-ci est désormais droite, mais la poignée reste inchangée. La poignée et la garde des couteaux produits à partir d’octobre 1942 sont noircis en usine afin d’éviter les reflets sur le métal nu pouvant trahir la position du porteur pendant les opérations de nuit.

### Dague F-S troisième modèle

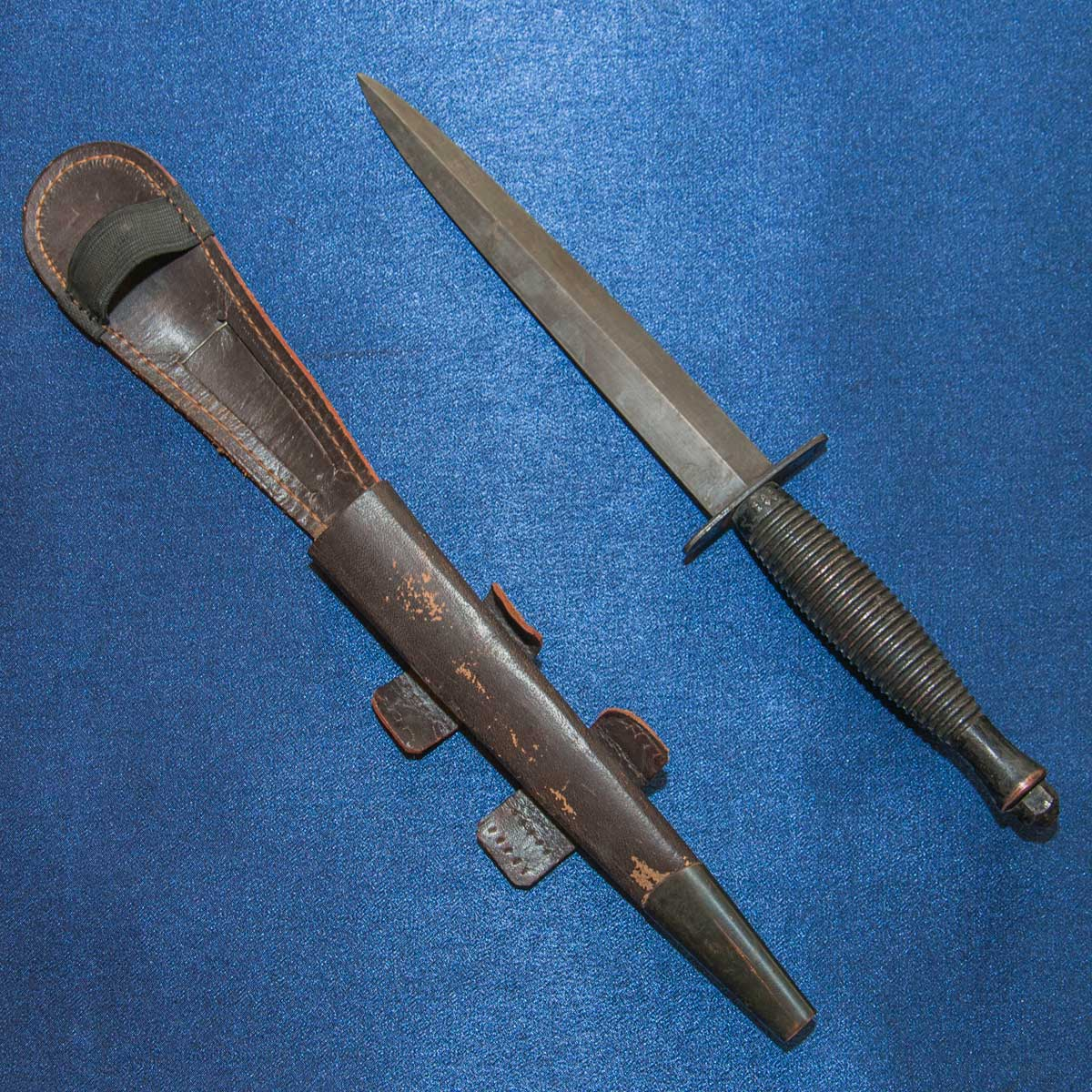
Dague F-S troisième modèle et son fourreau.

Le troisième modèle se distingue aisément par une nouvelle poignée sur laquelle la gravure à motif de losange est remplacé par un motif côtelé. En raison des pénuries de laiton, elle est réalisée en alliage de zinc plaqué de cuivre et produite de manière industrielle par coulage au lieu du tournage manuel des versions précédentes. La lame ne comporte par ailleurs plus aucune inscription, quel que soit le producteur.

### Stylets USMC Raider et OSS

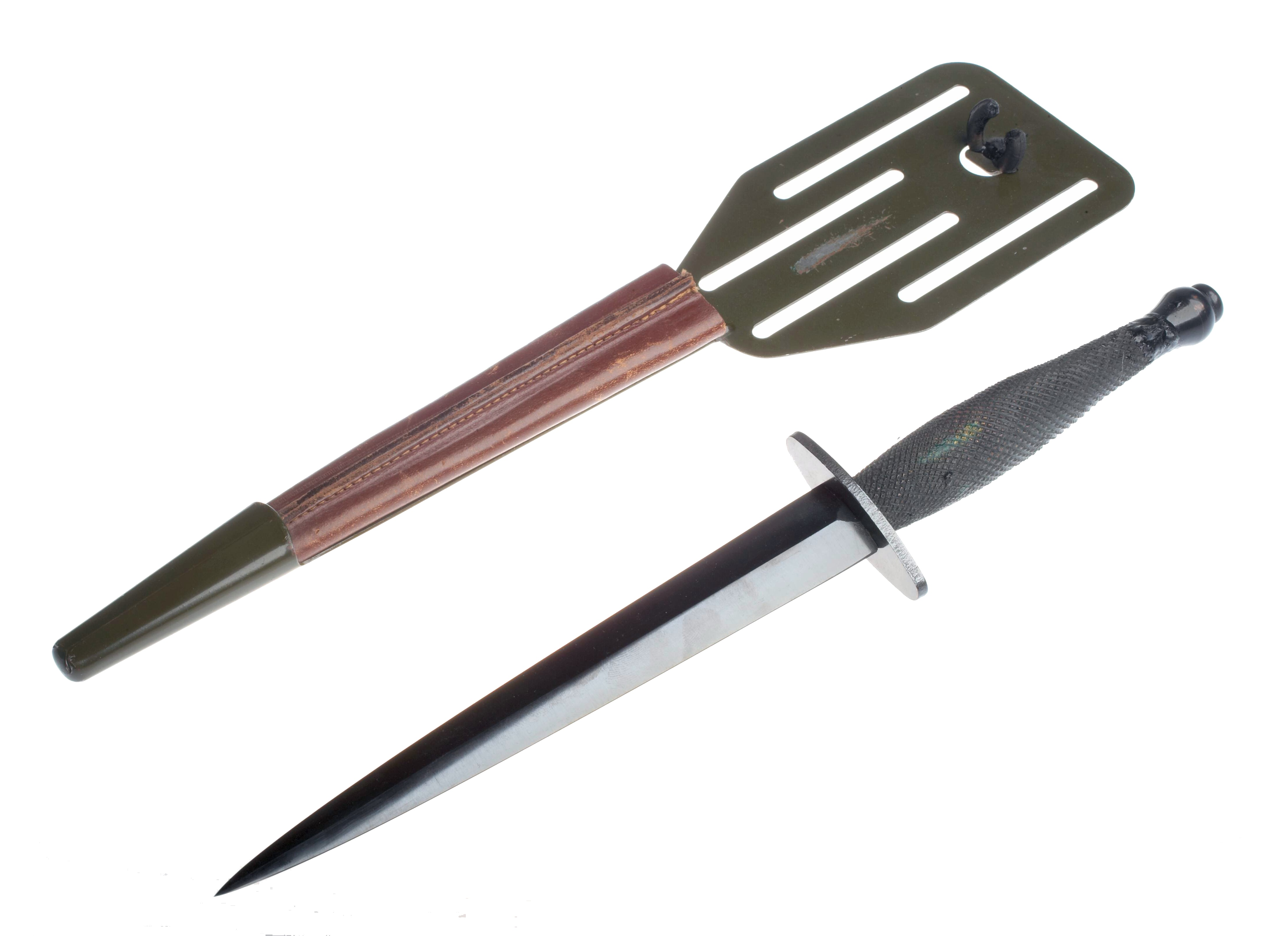
Stylet OSS

À la fondation des Marine Raiders en février 1942, plusieurs des officiers sont des connaissances de Fairbairn. Sam Yeaton, qui a contribué à la conception de la dague de Shanghai, commande lui-même l’un des bataillons. Par conséquent, lorsqu’il est question d’équiper l’unité avec un nouveau couteau, le choix s’oriente vers une copie du couteau Fairbairn-Sykes. Le produit résultant ressemble à son modèle, mais s’en distingue par une lame plus fine et non forgée, ce qui a pour conséquence qu’elle est sensiblement plus fragile. La production totale se monte à 15 000 exemplaires, qui ont été distribués non seulement aux Marine Raiders, mais aussi au Paramarines et plus tard aux troupes aéroportées canadiennes.
En 1942, l’Office of Strategic Services (OSS) fait réaliser une copie du couteau Fairbairn-Sykes pour ses groupes opérationnels. Après avoir brièvement envisagé de les acheter au Royaume-Uni, l’OSS commande finalement 10 000 exemplaires à l’entreprise Landers, Ferry & Clark. Cette dague est presque identique au couteau F-S deuxième modèle, à ceci près que le motif quadrillé s’étend sur toute la longueur de la poignée et que tous les exemplaires sont entièrement vierges d’inscriptions. La variante de l’OSS se distingue surtout par son fourreau pancake flapper ou « pelle à pancake » en raison de la forme de la large pièce métallique située sur le dessus afin de permettre de l’accrocher au ceinturon. Celle-ci ressemble en effet à une spatule de cuisine, probablement en raison de la réutilisation d’une matrice préexistante, Landers, Ferry & Clark étant une usine d’ustensiles ménagers avant la guerre.

## Utilisation

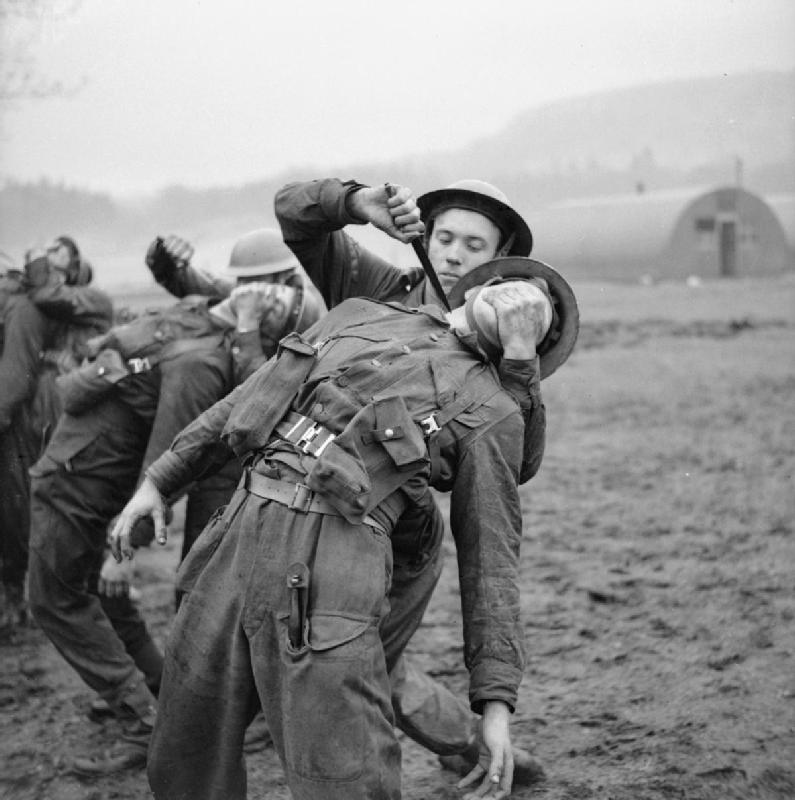
Commandos s’entraînant à neutraliser des sentinelles, 1943.

L’utilisation du F-S par les commandos est basée sur la méthode de combat développé par Fairbairn lorsqu’il était à Shanghai. La posture idéale est jambes fléchies, le couteau tenu fermement avec l’index et le pouce, le reste de la main le tenant plus légèrement, sauf au moment d’asséner un coup. L’objectif est de viser les points sensibles et en particulier les artères, afin que l’hémorragie fasse perdre connaissance rapidement à l’adversaire. Les attaques de taille ciblent notamment les artères radiales et brachiales afin d’empêcher l’adversaire de tenir son arme en plus de l’hémorragie. Les coups d’estoc sont très utilisés lors des attaques par surprise et cherchent à perforer l’artère subclavière et les carotides. Dans ce dernier cas, l’idéal est d’attraper l’adversaire par-derrière, de lui tirer la tête en arrière et sur la gauche en lui couvrant la bouche de la main et d’asséner le coup de haut en bas.
Conçu uniquement pour le combat, le F-S s’avère mal adapté pour d’autres usages, par exemple comme couteau utilitaire, sa pointe ayant tendance à casser facilement. Sa longueur le rend également peu pratique dans les cas où la liberté de mouvement est limitée, par exemple dans le cas des parachutistes pour couper les suspentes de leur voile ou à bord de petites embarcations pour les Marines. Ces derniers abandonnèrent d’ailleurs progressivement leur copie du F-S, qui de surcroît était plus fragile que l’original, pour adopter le Ka-Bar.